# هاینر لاوترباخ
هاینر لاوترباخ (آلمانی: Heiner Lauterbach؛ زادهٔ ۱۰ آوریل ۱۹۵۳) هنرپیشه اهل آلمان است. از فیلم‌هایی که وی در آن نقش داشته است می‌توان به آزمایش، اسکنرها، هیندنبورگ و استالینگراد اشاره کرد.